# Lijst van vlaggen van Zuid-Korea
Dit is een lijst van vlaggen van Zuid-Korea.

## Nationale vlag (perFIAV-codering)
|          | Civiele vlag | Staatsvlag | Oorlogsvlag |
| -------- | ------------ | ---------- | ----------- |
| Te land  | · ?          | · ?        | · ?         |
| Te water | · ?          | · ?        | · ?         |

## Vlaggen van bestuurders
| Vlag | Periode      | Functie                                                 | Beschrijving |
| ---- | ------------ | ------------------------------------------------------- | --- |
|      | 1967 - heden | Presidentiële standaard.                                | Twee Fenghuang's nemen gouden althaeastruik onder hun vleugels.                                                     |
|      | 1988 - heden | Vlag van de minister-president.                         | Gouden althaeastruik ingelegd in symbolisch althaeastruik insigne.                                                  |
|      | 1988 - 2016  | Vlag van de regering.                                   | Symbolisch althaeastruik insigne, ingelegd met de woorden 정부 ("Overheid").                                        |
|      | 2016 - heden | Vlag van de regering.                                   | Symbolisch Taeguk-insigne, met woordmerk in het Koreaans 대한민국정부 ("Regering van de Republiek Korea").          |
|      | 2005 - heden | Vlag van de Zuid-Koreaanse Nationale Politieagentschap. | Insigne van de Zuid-Koreaanse Nationale Politieagentschap, met de woorden 경찰청 ("Politie")                        |
|      | 2005 - heden | Vlag van de Zuid-Koreaanse kustwacht.                   | Insigne van de Zuid-Koreaanse kustwacht, met de woorden 해양경찰청 ("Agentschap voor Maritieme Zaken en Kustwacht") |

## Militaire vlaggen
De oorlogsvlag is reeds in de eerste tabel te vinden.
| Vlag | Periode      | Functie                                                                | Beschrijving |
| ---- | ------------ | ---------------------------------------------------------------------- | --- |
|      | 1948 - heden | Vlag van het Ministerie van Nationale Defensie van de Republiek Korea. | Insigne van de strijdkrachten op een rood veld. |
|      | 1946 - heden | Vlag van het leger van de Republiek Korea.                             | Insigne van het leger op een veld horizontaal gedeeld; boven is wit, onder is blauw.                                                                                                |
|      | 1955 - heden | Vlag van de marine van de Republiek Korea.                             | Taegeuk op gekruiste ankers in een wit kanton op een blauw veld. |
|      | 1952 - heden | Vlag van het Korps Mariniers van de Republiek Korea.                   | De gelijkenis met de vlag van het Korps Mariniers van de Verenigde Staten toont de sterke invloed van de Verenigde Staten sinds de oprichting van de Zuid-Koreaanse strijdkrachten. |
|      | 1952 - heden | Vlag van de luchtmacht van de Republiek Korea.                         | Insigne van de luchtmacht op een lichtblauw veld. |
|      | 1968 - heden | Vlag van de reservetroepen van de Republiek Korea.                     | Insigne van de reservetroepen op een blauw veld. |